# Jardiner de crinera groga
El jardiner de crinera groga (Amblyornis flavifrons) és una espècie d'ocell de la família dels ptilonorínquids (Ptilonorhynchidae) que habita les Muntanyes Foja, al nord de Nova Guinea.